# Эспиноса, Херман

Херман Эспиноса

Херма́н Эспиноса (исп. Germán Espinosa, 30 апреля 1938, Картахена — 17 октября 2007, Богота) — колумбийский писатель, одна из крупнейших фигур национальной словесности, на родине его нередко называли Маркес без Нобеля.

## Биография
Дебютировал книгой стихов Литании сумерек (1954). Его исторический роман Дьявольская свита (1970) привлек внимание Марио Варгаса Льосы.
Скончался от острой дыхательной недостаточности, наступившей вследствие воспаления легких. За несколько месяцев до этого потерял способность говорить из-за рака языка.

## Творчество
Наиболее известен историческим романом о Латинской Америке XVIII в. Она сплетала венки (1982), который многократно переиздавался по-испански, переведен на несколько языков и в 2007 был назван авторитетными экспертами среди ведущих в списке 100 лучших испаноязычных романов последних 25 лет (21 место, см.: ).
Был близок к магическому реализму, мастерски использовал лексику эпохи барокко и стилистику барочного романа. Его прозу сближают с творчеством Пруста и Лесамы Лимы.

## Произведения
- «Los cortejos del diablo», роман (1970)
- «Los doce infiernos», новеллы (1976)
- «El magnicidio», роман (1979)
- «La aventura del lenguaje», эссе (1981)
- «La tejedora de coronas», роман (1982)
- «El signo del pez», роман (1987)
- «La liebre en la luna», эссе (1988)
- «Sinfonía desde el nuevo mundo», роман (1990)
- «Los ojos del basilisco», роман (1992)
- «La tragedia de Belinda Elsner», роман (1994)
- «Romanza para murciélagos», новеллы (1999)
- «La balada del pajarillo», роман (2000)
- «La elipse de la codorniz», эссе (2001)
- «Rubén Darío y la sacerdotisa de Amón», эссе (2002)
- «La verda sea dicha. Mis memorias», мемуары (2003)
- «Cuando besan las sombras», роман (2004)
- «Aitana», роман (2007)

## Наследие
Новеллы и романы Эспиносы многократно переизданы, вышли два тома его эссеистики, опубликована юношеская проза.